# Juan Camacho
Juan Camacho Coy (Valencia, 16 de febrero de 1947-Madrid, 21 de octubre de 1982) fue un cantante español de música ligera cuya carrera musical transcurrió en los años 1960 y 1970. 

## Biografía
Juan Camacho se inició colaborando en diversos grupos de música juvenil valencianos como Los Satélites, Los Huppies, Los Ciclones, Los Ángeles Negros y Los Diapason's (con estos últimos llega a grabar incluso un sencillo) hasta que ingresó en Los Relámpagos como guitarra rítmica. Con este grupo grabaría dos sencillos, «Sobre el andén»/«Ella» (donde Juan Camacho cantó precisamente los dos temas) y "Catalunya plora"/"Bolero mallorquín", además del LP Piel de Toro, uno de los mejores álbumes de Los Relámpagos para RCA.
Después conoció a Juan Pardo, quien le propuso grabar en 1973 un sencillo como solista, "Vamos a bailar (Madelina Dunn)" y "Es mi canción", que no se vendieron nada mal en el ámbito de Valencia. El disco salió a la venta tan solo con el apellido del cantante, Camacho. Al año siguiente fichó por CBS, que en ese momento buscaba nuevos cantantes, y grabó dos nuevos singles: "Mía" y "Llámame". La crítica musical aplaudió su prometedor futuro y rápidamente le compararon con artistas de la talla de Nino Bravo, Camilo Sesto —valencianos al igual que él— e incluso con su productor y amigo Juan Pardo.
En 1975 se presentó al Festival de Benidorm logrando la victoria del XVII festival con "A ti, mujer", por delante del cantante canario Braulio. El triunfo del festival hizo que se convirtiera en un rostro conocido en toda España y fue promocionado en toda América, publicando discos en Chile, Argentina, Colombia, Ecuador, México y Estados Unidos.
Ya en 1976, consiguió ser número uno con "Júrame", un bolero clásico de la mexicana María Grever.
En 1977 grabó dos nuevos sencillos y cambió de compañía, pues a partir de entonces sus grabaciones fueron editadas por EPIC, filial de CBS.
Entre 1978 y 1979 grabó las que serían sus últimas cuatro canciones, las dos últimas compuestas por Umberto Tozzi, pero que nunca aparecieron recogidos en ningún LP al igual que sus grabaciones de 1977.
En sus últimos años Juan estuvo más centrado en la familia y en la gestión de un negocio privado dedicado a la compra-venta de vehículos antiguos. Aun así, siguió realizando galas y produciendo a otros artistas.
Precisamente al término de una de esas galas, el 8 de agosto de 1982, después de haber cantado la noche anterior en Castellote (Teruel) sufrió un accidente de tráfico en Tordesalas (provincia de Soria), camino de otra actuación en Orense. Tras más de dos meses en coma falleció en el hospital Francisco Franco (actual Gregorio Marañón) de Madrid el 21 de octubre de 1982 a la prematura edad de 35 años.

## Discografía

### En conjuntos
Con Los Diapason's
- 1967: «Hago música rock & roll»/«Demuéstrame tu cariño» (sencillo grabado para RCA)

Con Los Relámpagos
- 1970: «Sobre el andén»/«Ella» (sencillo grabado para RCA. Desde hacía cinco años, Los Relámpagos no incluían voz en sus temas y la voz corrió a cargo de Juan Camacho. Desgraciadamente el disco pasó desapercibido para el gran público)
- 1971: «Catalunya plora»/«Bolero mallorquín» (sencillo grabado para RCA Instrumental)
- 1971: Piel de toro (LP grabado para RCA Instrumental. Contiene los siguientes temas: Negra sombra / Café de chinitas / Zorongo gitano / Capricho español / Guernikako arbola / Bolero mallorquín / Suspiros de España / Catalunya plora / Compendio de la fantasía para un gentilhombre / Aires asturianos)

### Como solista
Discografía española
- 1973: «Vamos a bailar (Madelina Dunn)»/«Es mi canción» (sencillo grabado para Ariola y editado bajo el nombre de Camacho)
- 1974: «Mía»/«Mi soledad» (sencillo grabado para CBS, logró colarse en algunas listas de éxitos como número uno)
- 1974: Juan Camacho (LP grabado para CBS. Contiene los siguientes temas: Golondrina / Mía / Nadie / Tú / Construir / Mi soledad / Un año más / Cerca de ti / No puedo más / Sueños del pasado)
- 1974: «Llámame»/«Golondrina» (sencillo grabado para CBS)
- 1975: «A ti, mujer»/«Lorena» (sencillo grabado para CBS. Primera edición editada con anterioridad al XVII Festival de Benidorm de 1975. Segunda edición editada tras vencer en el XVII Festival de Benidorm de 1975)
- 1975: A ti, mujer (L.p. grabado para CBS. Se recogen nueve canciones nuevas más la canción “Mía”, aparecida en el anterior LP. Contiene los siguientes temas: Colombiana / Solamente una vez / A ti, mujer / Ese amor / El mar de mi mal / Júrame / Llámame / Mía / Perdón, perdón / Lorena). Junto con el álbum aparecen una hoja biográfica y una pegatina para enmendar los errores de la contraportada, ya que la correlación de temas eran los siguientes: A ti, mujer / Colombiana / Aquí estoy yo / Solamente una vez / El mar de mi mal / Llámame / Mía / Nadie / Júrame / Mi triste soledad / Lorena)
- 1976: «Júrame»/«Perdón, perdón» (sencillo grabado para CBS, número uno en los 40 Principales el 3 de abril de ese año)[7]
- 1977: «Aquí estoy yo»/«Tú» (sencillo grabado para CBS. Sería el último que grabaría para esta casa discográfica. Desde entonces la producción correría a cuenta del propio Juan Camacho. Muy seguramente la canción "Aquí estoy yo" fue grabada dos años atrás pero no fue publicada hasta 1977)
- 1977: «Sabor a mí»/«Un amor nuevo» (sencillo editado para EPIC, filial de CBS)
- 1978: «Sin ti»/«Palabras de amor» (sencillo editado para EPIC)
- 1979: «Tú y yo»/«Me falta» (sencillo editado para EPIC. A la postre serían los últimos dos temas de la carrera discográfica. Ambos compuestos por el cantante italiano Umberto Tozzi)

Discografía internacional
Alemania
- 1971: «Café de chinitas»/«Catalunya plora» (RCA 74-16130. Etapa con Los Relámpagos. Instrumental)

Argentina
- 1975: «A ti, mujer»/«Lorena» (CBS 22794 - Promocional)
- 1975: «A ti, mujer»/«Lorena» (CBS 22794)
- 1977: «Júrame»/«Aquí estoy yo» (CBS 22875)

Bolivia
- 1977: «Sabor a mí»/«Un amor nuevo» (CBS 301)

Chile
- 1974: «Mía»/«Nadie» (CBS 11133)
- 1976: «A ti, mujer»/«Solamente una vez» (CBS 11209)
- 1976: «Júrame»/«Golondrina» (CBS 11120)
- 1977: «Aquí estoy yo»/«Tú» (CBS 11123 - Promocional)
- 1977: «Aquí estoy yo»/«Tú» (CBS 11123)
- 1977: Júrame (CBS 15155. Contiene los siguientes temas: Júrame / Aquí estoy yo / Mía / Llámame / Colombiana / A ti, mujer / Tú / Golondrina / Perdón, perdón / Nadie).

Colombia
- 1977: «Aquí estoy yo»/«Tú» (CBS 43232)

Costa Rica
- 1975: «A ti, mujer»/«Lorena» (CBS 11299)
- 1976: «Júrame»/«Perdón, perdón» (CBS 11415)

Ecuador
- 1976: A ti, mujer (CBS 331-0070. El orden de las canciones es similar al álbum editado en España sólo que el título Colombiana se deja para el final de la cara A sustituyéndolo por Solamente una vez. Posiblemente la compañía discográfica de este país no vio con buenos ojos que el primero de los títulos fuera dedicado a Colombia, país vecino. Contiene los siguientes temas: Solamente una vez / A ti, mujer / Ese amor / El mar de mi mal / Colombiana / Júrame / Llámame / Mía / Perdón, perdón / Lorena).

El Salvador
- 1967: «Hago música rock & roll»/«Demuéstrame tu cariño» (Con Los Diapason's)

Estados Unidos
- 1975: A ti, mujer (AudioLatino, ALS 4090. Existen dos versiones de este mismo álbum. Ambas contienen la misma fotografía de contraportada, pero mientras la primera edición se editó en blanco y negro la segunda se publicó en tonos rosáceos. Contiene los siguientes temas: A ti, mujer/ Llámame/ Golondrina/ Mía/ Nadie/ Tú/ Construir/ Mi soledad/ Un años más/ Cerca de ti)
- 1975: «A ti, mujer»/«Mía» (AudioLatino, AL 582)
- 1975: «A ti, mujer»/«Lorena» (Caytronics, CYS 8149)
- 1976: A ti, mujer (Caytronics, CYS 1476. Contiene los siguientes temas: Colombiana / Solamente una vez / A ti, mujer / Ese amor / El mar de mi mal / Júrame / Llámame / Mía / Perdón, perdón / Lorena).

México
- 1977: «Tú»/«Aquí estoy yo» (EPIC, SC 71587)

Perú
- 1975: «A ti, mujer»/«Lorena» (CBS COLUMBIA, CSR 0938)

### Discografía póstuma
- 1998: Juan Camacho. Todas sus grabaciones en CBS y Epic (CD editado por Rama Lama Music en donde se recopila casi toda la discografía de Juan Camacho)

CD 1- Mía / Mi soledad / Llámame / Golondrina / Nadie / Tú / Construir / Un año más / Cerca de ti / No puedo más / Sueños del pasado / A ti, mujer
CD 2- Lorena / Colombiana / Solamente una vez / Ese amor / El mar de mi mal / Júrame / Perdón, perdón / Aquí estoy yo / Sabor a mí / Un amor nuevo / Tú y yo / Me falta

## Filmografía
Aunque parece ser que hubo alguna que otra posibilidad de que Juan Camacho grabara una película como protagonista, como así lo refleja la prensa escrita de la época, el periplo cinematográfico se quedó únicamente en el film Cada vez que... estoy enamorada creo que es para siempre, donde apareció como guitarrista del grupo Adam Group liderado por su amigo Bernardo Adam Ferrero.
Sinopsis: Carlos Durán nos ofrece un fresco de la España de los años sesenta a través del rock y la moda. Nos narra las aventuras, glorias y desventuras de sus protagonistas ambientada en una Barcelona dominante y emblemática.
- Reparto: Luis Ciges, Jaap Guyt, Joaquim Jordà, Daniel Martín, Alicia Tomás, Serena Vergano
- Género: Comedia
- Año: 1968
- Duración: 85 minutos
- Director: Carlos Durán

## Homenajes
Desde el 21 de octubre de 1982 en que falleció Juan Camacho, diversas asociaciones o movimientos culturales han procurado rendirle tributo.
- 1983: Un año después del fallecimiento de Juan Camacho, Vicente Moyà "Suco", productor artístico, reunió en la Plaza de Toros de Valencia a un importante número de cantantes con el objetivo de rendirle homenaje. Entre otros, asistieron: Mari Trini, Bruno Lomas, Francisco, Juan Pardo, Massiel y Mocedades.
- 1991: Junto al Palau de la Música de Valencia se erigió un monumento a tres cantantes valencianos fallecidos trágicamente: Nino Bravo, Juan Camacho y Bruno Lomas. En el monumento de piedra y bronce están esculpidos sus rostros junto con la senyera, bandera de la Comunidad Valenciana.
- 1995: La localidad valenciana de Alacuás tributó en 1995 un homenaje a los grandes artistas valencianos Nino Bravo, Bruno Lomas, Don Pío y Juan Camacho.
- 2008: En junio de 2008 la Casa del Artista de Valencia presidida por Vicente Moyà "Suco", realizó un homenaje a Juan Camacho retransmitido por la cadena televisiva autonómica Canal 9. El lugar de cita fue el Palau de la Música de Valencia. Esta vez los artistas que se dieron cita fueron Yaco Lara, Javier Vila, Emilio Solo y Vicente Seguí, entre otros.